# 第二打擊率
第二打擊率（英語：Secondary average），簡稱，是一項由美國棒球作家暨統計學家比爾·詹姆斯所發明的賽伯計量學數據。該數據可以彌補打擊率無法計算到的本壘板紀律（保送）、力量（長打）和速度（盜壘成功數），這也讓第二打擊率比起打擊率，可以更準確地看出一名打者的綜合打擊實力。

## 公式
第二打擊率的公式如下：
{\displaystyle SecA={\frac {BB+(TB-H)+(SB-CS)}{AB}}}
術語解釋：
- BB=保送
- TB=壘打數
- H=安打
- SB=盜壘成功
- CS=盜壘失敗
- AB=打數

將結果四捨五入到千位數，就會是球員的第二打擊率。

## 與打擊率的關聯
雖然這兩項數據關聯性有限，但還是可以做為與打擊率之間的比較參考點。
如果一名球員的第二打擊率很高，即便打擊率低，仍然顯示他是一名有價值的打者。而第二打擊率低不代表打擊能力較差，像鈴木一朗的第二打擊率就很低，但他主要是靠著精準擊球來展現他的打擊實力。下表是2013年球季在打擊率和第二打擊率數據都領先聯盟的球員列表：
| 打擊率                     | 第二打擊率                  |
| -------------------------- | --------------------------- |
| 1. 米格爾·卡布瑞拉 (.348)  | 1. 克里斯·戴維斯 (.476)     |
| 2. 麥克·卡戴爾 (.331)      | 2. 麥可·楚奧特 (.465)       |
| 3. 喬·莫爾 (.324)          | 3. 米格爾·卡布瑞拉 (.456)   |
| 4. 麥可·楚奧特 (.323)      | 4. 埃德溫·恩卡納西翁 (.428) |
| 5. 克里斯·強森 (.321)      | 5. 保羅·高施密特 (.427)     |
| 6(t). 弗萊迪·弗里曼 (.319) | 6. 喬伊·沃托 (.423)         |
| 6(t). 雅迪爾·莫里納 (.319) | 7. 大衛·歐提茲 (.409)       |
| 8(t). 傑森·沃斯 (.318)     | 8. 賈恩卡洛·斯坦頓 (.407)   |
| 8(t). 麥特·卡本特 (.318)   | 9. 荷西·包提斯塔 (.403)     |
| 10. 安德魯·麥卡琴 (.317)   | 10. 秋信守 (.390)           |

## 球員評估
第二打擊率可以把打擊率未納入的力量、本壘板紀律與速度計算在內。
該數據主要是評估球員的貢獻，打平均擊球數沒有關係。1990年，比爾·詹姆斯認為艾瑞克·戴維斯是生涯打擊率低於2成75的打者中，最有攻擊能力的打者。艾瑞克的生涯打擊率為2成69，但是第二打擊率卻高達5成04，遠遠高於當時所有現役球員。
亞當·鄧恩也是一個經典的例子。他的生涯打擊率僅有2成37，但是第二打擊率高達4成56，名列史上第12名。這得歸功於他的高保送率和強勁的擊球力量。